# João Frederico Gronóvio
Jan Frederik Gronovius (Johann Friedrich Gronow), também em português João Frederico Gronóvio (Hamburgo, 8 de setembro de 1611 — Leiden, 28 de dezembro de 1671) foi um filólogo clássico holandês, historiador, jurista, bibliotecário, professor de grego Universidade de Leiden (1658) e professor de retórica e história na "Universidade de Deventer" (1643).  Em 1665, substituiu Antonius Thysius, o Jovem († 25 de janeiro de 1665) como 6º bibliotecário da Universidade de Leiden.

## Biografia
Era filho de Johann David Gronow (Wismar, Meclemburgo, 15 de Dezembro de 1575 — Bremen, 27 de Julho de 1631 e Margarethe Langermann (Hamburgo, 1 de Março de 1594 — Hamburgo, 26 de Novembro de 1655). Seu pai foi conselheiro do Duque de Holstein, sendo nomeado síndico de Bremen. Em seguida, visitou as universidade de Leipzig e de Jena, permanecendo em Altdorf, perto de Nurembergue onde estudou direito. Após a morte de seu pai retornou para Brêmen, em 1634, se mudou para Gröningen, em casa de Anthony Mathieu, grande jurisconsulto e amigo de sua família, onde permaneceu algum tempo.
Ele passou pelas principais cidades da Holanda visitando eruditos e bibliotecas, em 1639, vai para a Inglaterra e no ano seguinte segue para a França. Ficou algum tempo em Paris, depois estudou direito em Angers, seguindo depois para a Itália, Suíça, e Alemanha, onde na cidade de Deventer lhe foi oferecida a cadeira de literatura e história. Em 1658 assumiu a cadeira de retórica da Universidade de Leiden, vaga por ocasião da morte de Daniel Heinsius. Morreu nessa cidade, deixando dois filhos: Jacobus Gronovius e Theodore Laurent, que morreu jovem.
Johannes Coccius (1626-1678) fez as orações fúnebres por ocasião da morte de Gronovius.

## Obras
- Commentarius de sestertiis (1643)
- Diatribe in Statii poetœ Sylvas, Haia, 1637, 8 vols. Esta obra foi criticada por Emeric Crucaeus, que sob o pseudônimo de Mercurius Frondato publicou uma "Anti-Diatribe", em Paris, em 1639.
- De sestertiis sive subsecivorum pecuniœ veteris Grœcœ et Romanœ libri IV, Deventer, 1643; Amsterdam, 1656;Leiden, 1691.
- Observationum libri IV, Deventer, 1662. Frédéric Plainer publicou uma edição melhorada em Leipzig, 1785.
- Laudatio funebris Joann. Golii, Leyde, 1668.
- De Musœo Alexandrino exercitationes academicae. Esta obra foi inserida no volume 8 do Thesaurus antiquitatum Grœcarum (1697-1702, 13 volumes) editado pelo seu filho Jacobus Gronovius.
- Lectiones Plautinœ, quibus non tantum fabulœ Plautinœ, et Terentianœ; verum etiant Cœsar, Cicero, Livius illustrantur, Amsterdam.
- Algumas notas sobre o tratado de Hugo Grotius: "De jure belli et pacis", 1660.
- Cornelius Tacitus
- De centesimis usuris et foenore unciario antexēgēsis II
- Notae in Senecam Philosophum & Rhctorein;” impresso separadamente pela primeira vez em Leyden, 1649
- Senecae Tragcedise cum Notis Johannis Frederici Gronovii & variip aliorum, Leyden, 1661

## Família Gronovius
- Jacobus Gronovius (1645-1716), filólogo holandês, filho de Johannes Fredericus Gronovius  (1611-1671)
- Johannes Fredericus Gronovius, o Jovem (1686-1762), botânico holandes, filho de Jacobus Gronovius (1645-1716)
- Lawrence Theodore Gronovius (1730-1777), doutor em direito e filho de Johannes Fredericus Gronovius, o Jovem (1690-1762)
- Abraham Gronovius (1695-1775), neto de Johann Friedrich Gronovius (1611-1671), filho de Jacobus Gronovius (1645-1716) e irmão de Johan Frederik Gronovius (1686-1762), filólogo clássico.